# Belles on Their Toes
Belles on Their Toes é um filme de comédia estadunidense de 1952 dirigido por Henry Levin e estrelado por Jeanne Crain, Myrna Loy, Debra Paget, Jeffrey Hunter e Edward Arnold. O filme é uma sequência de Cheaper by the Dozen de 1950.

## Elenco
- Myrna Loy como Dra. Lillian M. Gilbreth
- Jeanne Crain como Anne Gilbreth
- Barbara Bates como Ernestine Gilbreth
- Debra Paget como Martha Gilbreth
- Robert Arthur como Frank Gilbreth
- Carol Nugent como Lillie Gilbreth
- Tommy Ivo como William Gilbreth
- Jimmy Hunt como Fred Gilbreth
- Anthony Sydes como Dan Gilbreth
- Teddy Driver como Jack Gilbreth
- Tina Thompson como Jane Gilbreth
- Jeffrey Hunter como Dr. Bob Grayson
- Edward Arnold como Sam Harper
- Hoagy Carmichael como Thomas George Bracken
- Martin Milner como Al Lynch
- Verna Felton como Cousin Leora